# سلة اللقاح

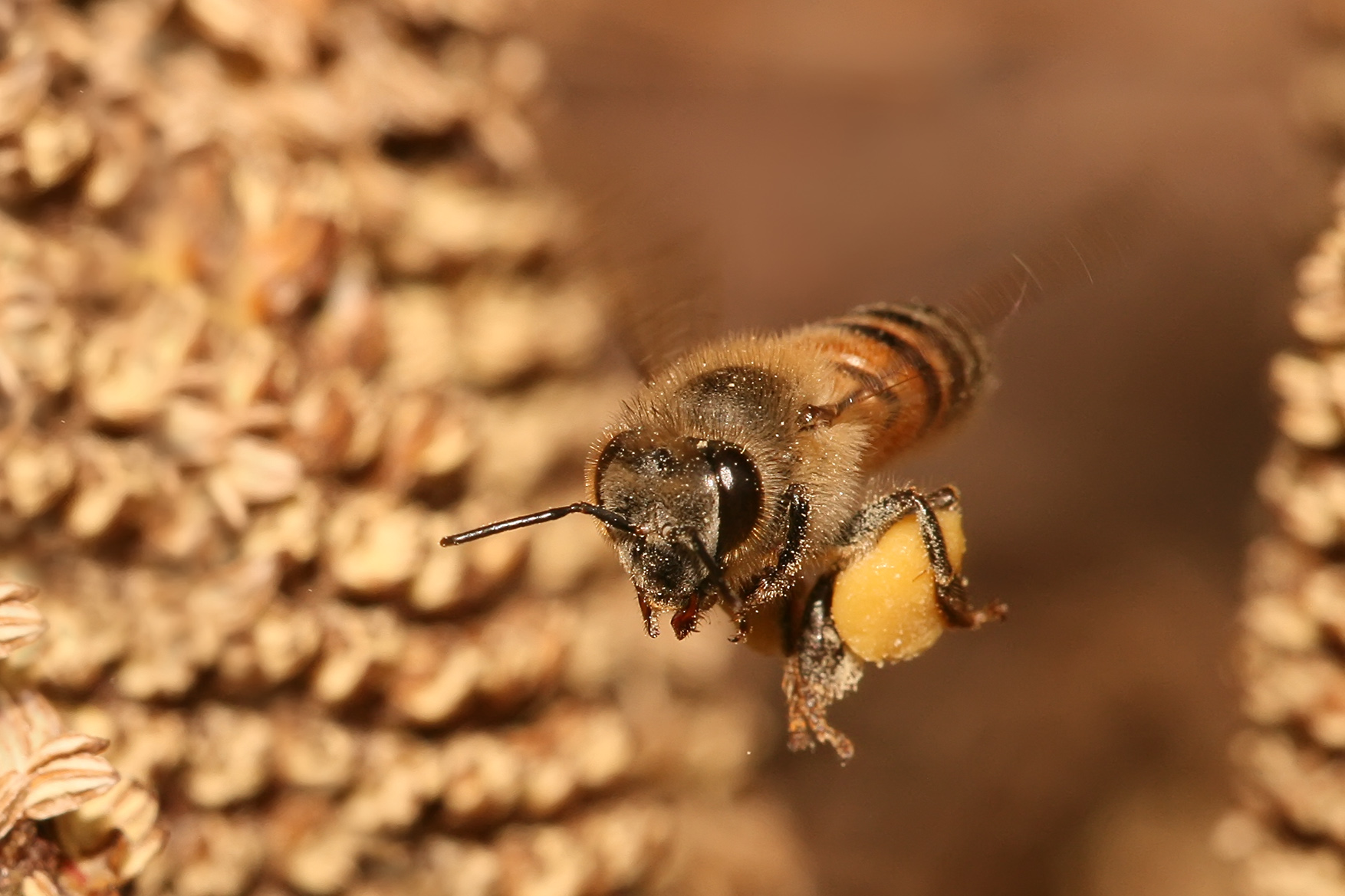
نحلة عسل أوربية تحمل حبوب اللقاح في حقيبتها عائدة بها إلى خليتها

سلة اللقاح (باللاتينية: corbicula، نقحرة: كوربيكولا)، تصغير لـ"سَلَّة"؛ سُلَيْلَة، هو جزء من أرجل بعض أنواع النحل التي تستعمله لقطف حبوب اللقاح وإعادته لخليتها. أنواع النحل الأخرى التي ليس لديها هذه الحقيبة لديها مكنسة عوضًا عن سلة اللقاح.